# Forcipomyia longiseta
Forcipomyia longiseta är en tvåvingeart som beskrevs av Yu och Liu 1999. Forcipomyia longiseta ingår i släktet Forcipomyia och familjen svidknott. Inga underarter finns listade i Catalogue of Life.